# El Rincón, Morelos
El Rincón är en ort i Mexiko.   Den ligger i kommunen Miacatlán och delstaten Morelos, i den sydöstra delen av landet, 70 km söder om huvudstaden Mexico City. El Rincón ligger 1 405 meter över havet och antalet invånare är 138.
Terrängen runt El Rincón är lite bergig, och sluttar söderut. Runt El Rincón är det tätbefolkat, med 493 invånare per kvadratkilometer. Närmaste större samhälle är Cuernavaca, 18,1 km öster om El Rincón. I omgivningarna runt El Rincón växer huvudsakligen savannskog.